# Paizjusz Onikiewicz-Sachowski
Paizjusz Onikiewicz-Sachowski (zm. 13 maja 1626) – duchowny greckokatolicki, archimandryta miński. Jego wybór na ordynariusza pińsko-turowskiego zatwierdzony został 20 lutego 1603 roku. W 1617 asystował przy konsekracji biskupiej Jozafata Kuncewicza. W 1623 został sparaliżowany więc faktyczne rządy w eparchii sprawował metropolita kijowski Hipacy Pociej.